# Lannemezan
Lannemezan (pronúncia em francês: [lanməzɑ̃]) é uma comuna francesa na região administrativa de Midi-Pirenéus, no departamento Altos Pirenéus. A cidade está localizada a, aproximadamente, 30 km ao leste de Tarbes, e a 100 km sudoeste de Toulouse. Estende-se por uma área de 19.03 km². Em 2010 a comuna tinha 5 971 habitantes (densidade: 313,8 hab./km²).